# Centropyge colini
Centropyge colini är en fiskart som beskrevs av Smith-vaniz och Randall, 1974. Centropyge colini ingår i släktet Centropyge och familjen Pomacanthidae. IUCN kategoriserar arten globalt som livskraftig. Inga underarter finns listade i Catalogue of Life.